# Ya Habayeb
Ya Habayeb – debiutancki album libańskiej piosenkarki Najwy Karam wydany w 1989 roku.

## Lista Utworów
- Ya Habayeb
- Weqolo Rujo'oa
- Khally Ketfak
- Ma Ba'd Ayounak
- Deqy Ya Tbool
- Elhaq Alaye
- Beladayet